# Frank Morse
Frank Bradford Morse (Lowell (Massachusetts), 7 augustus 1921 - Naples (Florida), 18 december 1994) was een Amerikaans politicus en diplomaat.

## Levensloop
Tijdens de Tweede Wereldoorlog diende Morse in het Amerikaanse leger van 1942 tot 1946. Hij studeerde af aan de Universiteit van Boston in 1948 en vervolgens aan de Boston University School of Law in 1949. Hij werkte vervolgens als advocaat, law clerk (soort hulprechter) voor de opperrechter van het Judicieel Hooggerechtshof van Massachusetts en hoogleraar aan de Boston University School of Law van 1949 tot 1953.
Van 1952 tot 1953 was hij een gekozen raadslid van Lowell, waarna hij tot 1955 staflid werd voor de Amerikaanse Senaatscommissie voor Defensie. Vervolgens diende hij tot 1958 als secretaris en hoofdassistent voor senator Leverett Saltonstall en daarna tot 1960 als adjunct-voorzitter voor het United States Department of Veterans Affairs (ministerie van veteranenzaken).
In september 1960 werd hij door de Republikeinse Partij gekozen om de plaats van wijlen Edith Nourse Rogers op zich te nemen tijdens de verkiezingen voor het Huis van Afgevaardigden. Hier werd hij meerdere malen herkozen tot hij van mei 1972 tot 1976 vicesecretaris-generaal voor politieke en algemene parlementszaken werd bij de Verenigde Naties. Daarna werd hij gepromoveerd tot secretaris van het VN-Ontwikkelingsprogramma (UNDP).
Na zijn 65e werkte hij nog van 1986 tot 1991 als voorzitter van de Oostenrijkse niet-gouvernementele organisatie Salzburg Global Seminar.

## Erkenning
In 1986 werd hij door het Franklin and Eleanor Roosevelt Institute onderscheiden met een Four Freedoms Award in de categorie vrijwaring van gebrek voor zijn werkzaamheden voor de Verenigde Naties.
- Biblioteca Nacional de España: XX1723606
- Gemeinsame Normdatei: 172278481
- International Standard Name Identifier: 0000 0000 4572 3094
- Library of Congress Control Number: n2003074795
- SNAC: w6419p5b
- Biographical Directory of the United States Congress: M001009
- Virtual International Authority File: 19059022
- WorldCat: E39PBJv8HyjrKM7p84wwWfbPQq